# Allocosa illegalis
Allocosa illegalis är en spindelart som först beskrevs av Embrik Strand 1906.  Allocosa illegalis ingår i släktet Allocosa och familjen vargspindlar.
Artens utbredningsområde är Etiopien. Inga underarter finns listade i Catalogue of Life.